# The Free Fall Band
The Free Fall Band és un grup català de música en anglès.
Està format per cinc músics que creen una música pop «atemporal», ple de melodia. El grup originari de Mataró es va estrenar el 2011. De mica en mica comencen a aconseguir reconeixement: finalistes de les Demoscópicas de Mondo Sonoro o al Villa de Bilbao (van ser els guanyadors de l'apartat pop-rock de l'edició del 2011), Jazzaldia de Donosti, Faraday, popArb…. Una sèrie d'èxits que els porta a enregistrar el seu àlbum de debut, produït per Miqui Puig.
El disc denota influències de grups com The Beatles, Jonathan Richman, The Shins, The Zombies. El 2013 van saltar a la primera línia del pop estatal, gràcies a fites com el seu pas pel festival Primavera Sound amb Amaia o a exercir de teloners del concert a Barcelona de l'americà Rodriguez.
Discografia
- Elephants never Forget (2012)[5]
- The Münster Sights (2014)